# Tramwaje w Bochum i Gelsenkirchen
Tramwaje w Bochum i Gelsenkirchen – system tramwajowy działający w niemieckich miastach Bochum i Gelsenkirchen oraz w okolicznych miastach Hattingen, Herne i Witten. Składa się z 10 linii kursujących po torowiskach o rozstawie 1000 mm. System ma także połączenie z tramwajami w Essen poprzez linię nr 107.

## Historia

### Przed 1945

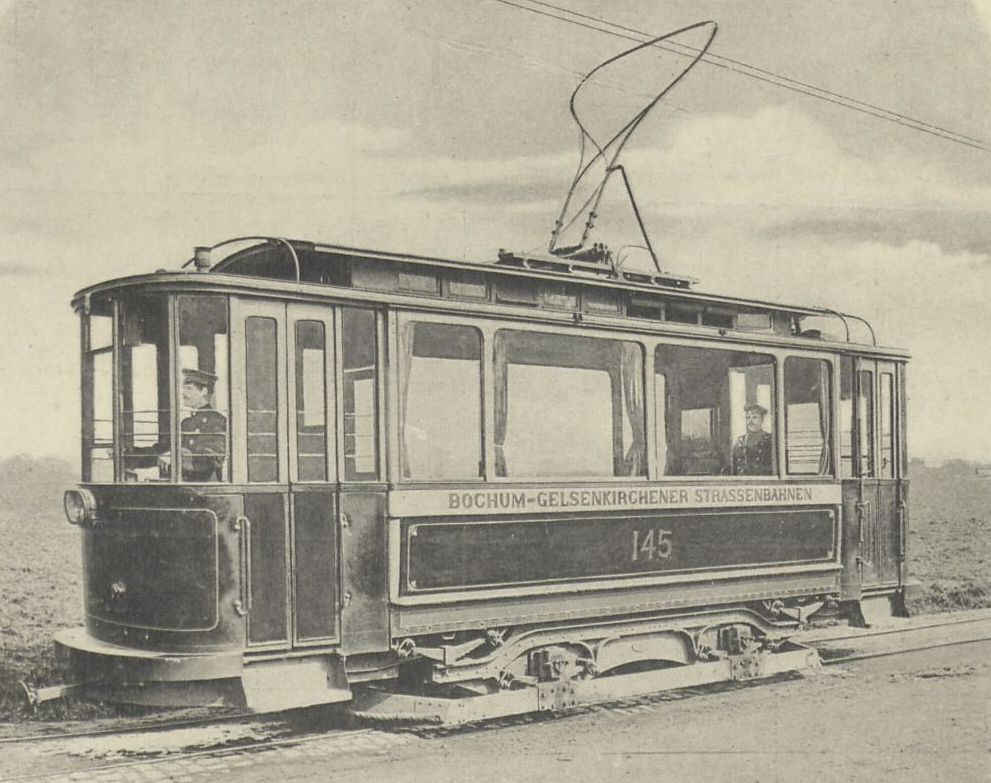
Tramwaj na ilustracji z 1905 r.

Koncesję na budowę i eksploatację systemu tramwajowego otrzymało przedsiębiorstwo Siemens & Halske. Pierwsza linia tramwajowa została uruchomiona 23 listopada 1894 r. i połączyła Bochum z sąsiednim miastem Herne. 11 lutego 1896 r. założono spółkę akcyjną Bochum-Gelsenkirchener Straßenbahnen (Bogestra), która w lutym 1896 r. przejęła koncesję od Siemens & Halske, ale wydzierżawiła linie z powrotem berlińskiej firmie z mocą wsteczną od 1 stycznia 1896 r. za czynsz w wysokości 6% na pięć lat. W 1907 r. Bogestra przejęła od Siemensa obowiązki operatora systemu. Rok później RWE nabył 73-procentowy pakiet akcji przewoźnika. W tym czasie osiem kursujących linii tramwajowych otrzymało oznaczenia numeryczne. Według stanu z 15 grudnia 1912 r. kursowały następujące linie:
- 1 Bochum Bahnhof Süd – Wattenscheid – Gelsenkirchen-Schalke Markt
- 2 Herne – Riemke – Bochum Bahnhof Süd – Weitmar – Hattingen
- 3 Wiemelhausen / Bochum Bahnhof Süd – Hamme – Eickel – Wanne
- 4 Engelsburg – Maarbrückerstraße – Laer – Witten (Crengeldanz)
- 5 Engelsburg – Maarbrückerstraße – Laer – Werne
- 7 Linden Bahnhofstraße – Dahlhausen Bahnhof
- 8 Bochum Bahnhof Nord – Bochum Bahnhof Süd – Schulstrasse
- 9 Rechenerbusch (Waldstraße) – Bahnhof Süd – Stadtpark – Grumme (Kaiser-Aue)

Po wybuchu I wojny światowej 70% pracowników Bogestry zostało powołanych na front, co było powodem zlikwidowania 50% kursów z powodu niedoboru kadry. 2 marca 1915 r. po raz pierwszy zatrudniono kobiety na stanowiskach konduktorów, a od listopada tego samego roku także na stanowiskach motorniczych. Po zakończeniu działań wojennych większość dawnych pracowników powróciła do Bogestry. W okresie Republiki Weimarskiej znacząco wzrosła inflacja, która wymusiła na Bogestrze druk Notgeldu w celu pokrycia kosztów stale rosnących pensji. Po zakończeniu okupacji Zagłębia Ruhry i wdrożeniu planu Dawesa sytuacja gospodarcza ustabilizowała się, dzięki czemu w 1925 r. rozpoczęto rozbudowę i modernizację systemu tramwajowego. W sierpniu 1931 Bogestra przejęła obsługę linii tramwajowych przedsiębiorstwa Westfälische Straßenbahn, które ogłosiło upadłość. 31 grudnia 1937 r. Westfälische Straßenbahn została przejęta przez Bogestrę wraz z torami tramwajowymi, zajezdniami i taborem. W tym czasie działało 18 linii.
Rozpoczęcie II wojny światowej oznaczało ponowny pobór pracowników do wojska i braki kadrowe, które podobnie jak w czasie I wojny uzupełniano poprzez zatrudnianie kobiet. W 1943 r. w Zielone Świątki miały miejsce naloty dywanowe Aliantów na miasta Bochum i Gelsenkirchen, ale dopiero nalot z 4 i 6 listopada 1944 r. doprowadził do całkowitego wstrzymania ruchu tramwajowego wskutek zniszczenia zajezdni, taboru, torowisk i sieci trakcyjnej. 146 km torowisk z istniejących 284 km było nieprzejezdnych. 

### Po 1945

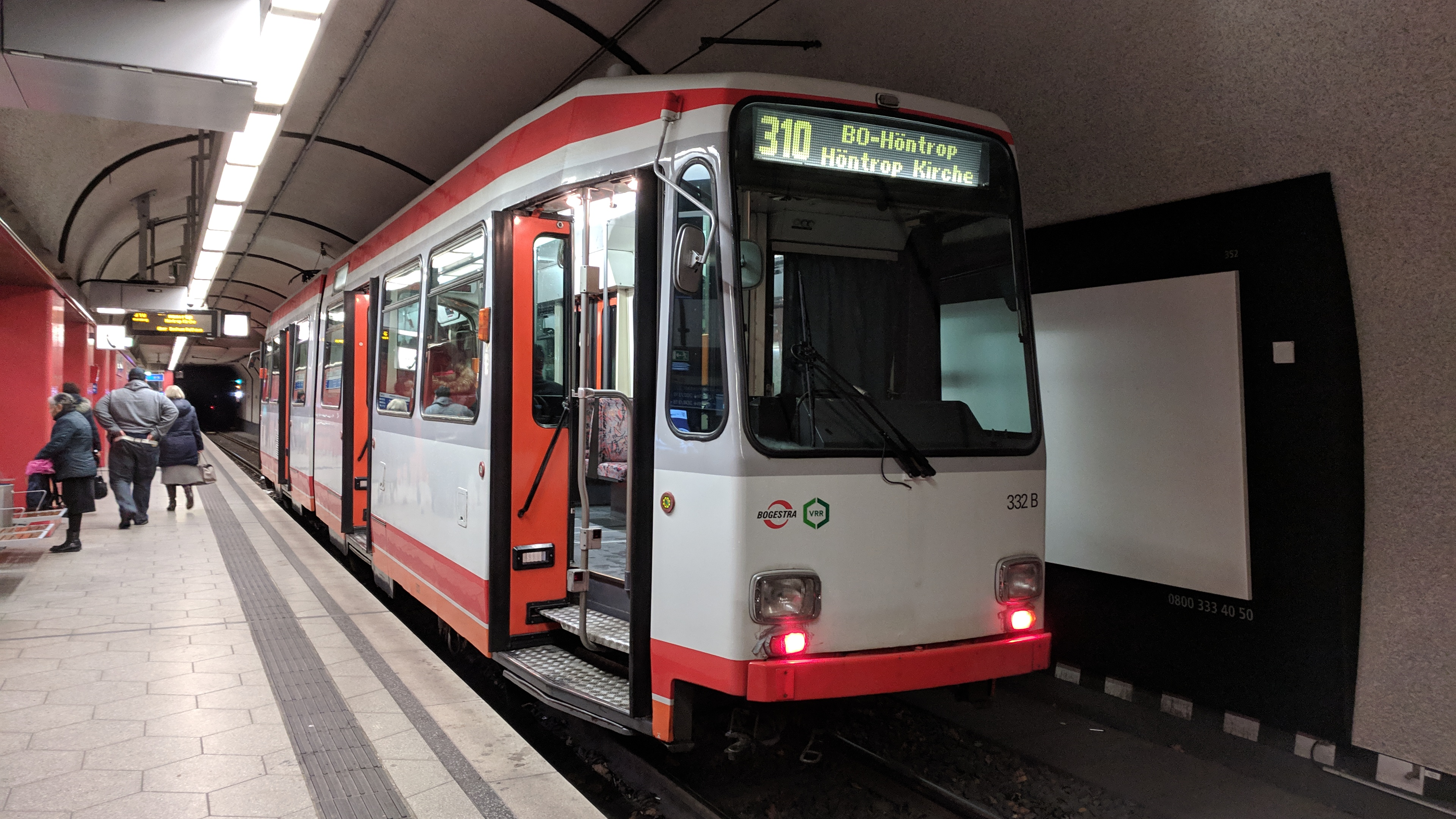
Duewag M6S na linii nr 310 na podziemnym przystanku Bochum Hauptbahnhof

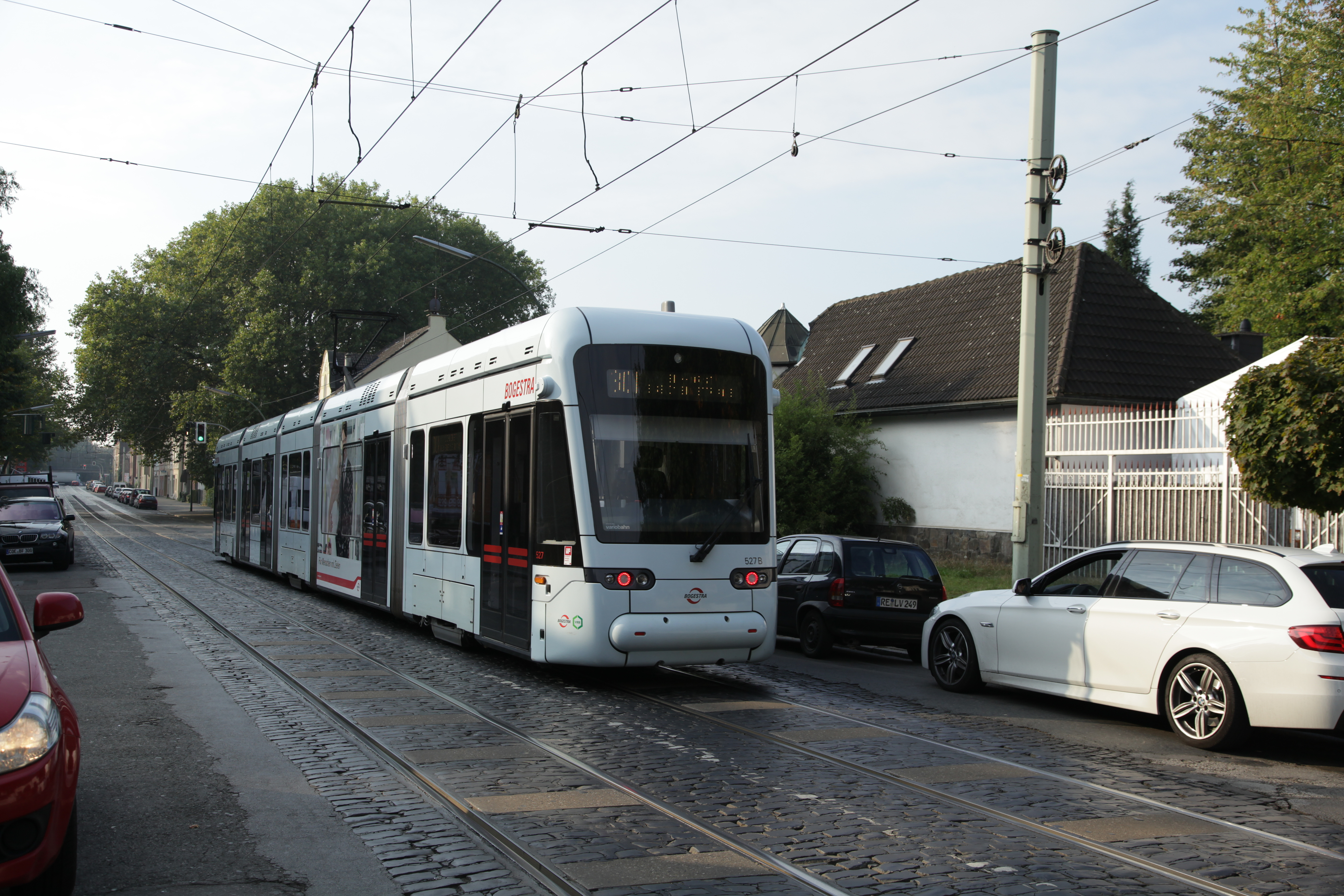
Variobahn w Gelsenkirchen

25 maja 1945 r. przywrócono kursowanie tramwajów na trasie o długości 55 km. W usuwaniu zniszczeń wojennych pracowników Bogestry wspomagali żołnierze. Systematycznie remontowano i uruchamiano kolejne linie tramwajowe: w maju 1946 z Hattingen do Blankenstein, w maju 1947 z Bochum do Wanne-Eickel, w sierpniu 1948 z Bochum do Ehrenfeld i w 1950 do Grumme. Pod koniec lat 50. XX wieku funkcjonowało 27 linii tramwajowych. Linia oznaczona numerem 8 z Recklinghausen do Blankenstein była najdłuższą linią tramwajową w Zagłębiu Ruhry. W latach 50. i 60. XX wieku w związku z modernizacją centrów miast dla potrzeb zwiększającego się ruchu samochodowego, budowy autostrad A 40 i A 43 i remontu dróg międzymiastowych zlikwidowano wiele miejskich i podmiejskich linii. 
W 1969 r. miasta Bochum, Castrop-Rauxel, Dortmund, Duisburg, Essen, Gelsenkirchen, Herne, Mülheim, Oberhausen, Recklinghausen i Wattenscheid założyły Stadtbahngesellschaft Rhein-Ruhr i zaplanowały budowę sieci kolei miejskiej Rhein-Ruhr o długości 300 km, która w dłuższej perspektywie miała zastąpić tramwaje, uznawane wówczas za przestarzały środek transportu. Plan nie został w pełni zrealizowany: w Bochum powstał co prawda Stadtbahn jako część projektu, ale tramwaje nie zostały zlikwidowane.
W latach 1976–1977 w Duewagu zakupiono 33 dwuczłonowe tramwaje M6S, a w latach 1981–1982 22 egzemplarze nowocześniejszej wersji M6C. W 1990 r. zakupiono pierwsze niskopodłogowe tramwaje typu MGT6D (miejscowe oznaczenie NF6D). Dostawy 42 wagonów trwały w latach 1992–1994, a tramwajom nadano numery taborowe z zakresu 401–442. W latach 2008–2011, 2013–2015 i 2016–2022 zakupiono niskopodłogowe tramwaje Variobahn. 

## Linie tramwajowe
Stan z 22 czerwca 2025 r.
| Linia | Trasa |
| ----- | --- |
| 107   | Gelsenkirchen Hbf – Feldmark – Essen-Katernberg – Zeche Zollverein – Essen Hbf (– Bredeney)                        |
| 301   | Gelsenkirchen Hbf – Bismarck – Buer – Horst                                                                        |
| 302   | Gelsenkirchen-Buer Rathaus – Gelsenkirchen Hbf – Wattenscheid – Bochum Hbf – Laer Mitte – O-Werk/– Langendreer (S) |
| 305   | Höntrop Kirche – Bochum Hbf – Laer Mitte – Langendreer (S)                                                         |
| 306   | Wanne-Eickel Hbf – Bochum Hbf                                                                                      |
| 308   | Gerthe Schürbankstraße – Bochum Hbf – Weitmar – Linden – Hattingen (Ruhr) Mitte                                    |
| 309   | Langendreer (S) – Witten Papenholz – Witten Rathaus – Heven Dorf                                                   |
| 310   | Höntrop Kirche – Bochum Hbf – Laer Mitte – Langendreer Markt – Witten Papenholz – Witten Rathaus – Heven Dorf      |
| 316   | (Wanne-Eickel Hbf –) Bochum Hordeler Str. – Bochum Hbf (– Gerthe Heinrichstr.)                                     |
| 318   | (Gerthe Schürbankstraße –) Bochum Hbf – Weitmar – Linden – Dahlhausen Bf.                                          |

## Tabor

### Liniowy
Stan z czerwca 2025
| Zdjęcie | Typ       | Liczba | Lata produkcji | Numery taborowe  |
| ------- | --------- | ------ | -------------- | ---------------- |
|         | Variobahn | 95     | 2002–2022      | 101–142, 501–545 |

### Historyczny
| Zdjęcie | Typ         | Liczba | Lata produkcji | Numery taborowe |
| ------- | ----------- | ------ | -------------- | --------------- |
|         | Düwag GT6ZR | 2      | 1968, 1969     | 40, 88          |
|         | Düwag M6S   | 1      | 1977           | 332             |
|         | Düwag T4    | 1      | 1968           | 20              |
|         | KSW         | 1      | 1948           | 96              |